# Kreditmarknad
Kreditmarknaden är den del av kapitalmarknaden som handlar med lånat kapital (krediter). Kapitalmarknadens andra del, aktiemarknaden, handlar med eget kapital. Kreditmarknaden består av en obligationsmarknad, där man handlar med långfristiga tillgångar, och en penningmarknad, där man handlar med mer kortfristiga tillgångar. Bankmarknadens låneverksamhet är en del av kreditmarknaden.
Kreditmarknaden spelar en mycket viktig roll i marknadsekonomier. Det är med hjälp av denna som företag kan införskaffa medel till investeringar, och därmed fyller den även funktionen att överföra kapital från överskotts- till underskottssektorer. Kreditmarknaden kanaliserar allmänhetens medel bland annat till företag i behov av lån. Även den offentliga sektorn, som kommuner, stat och landsting, deltar på kreditmarknaden. 
Uppdelningen av kreditmarknaden i en obligations- respektive penningmarknad reflekterar krediternas likviditet, det vill säga hur lätt de går att växla in mot betalningsmedel. Krediterna på obligationsmarknaden har en lägre likviditet än krediterna på penningmarknaden. Det finns många slags krediter på dessa olika marknader, till exempel obligationer, statsskuldsväxlar, optioner, terminer, räntepapper och andra former av värdepapper.